# Бої в Серебрянському лісі
Бої в Серебрянському лісі під Кремінною тривали під час російсько-української війни.

## Історія
У червні 2023 року 67-ма окрема механізована бригада брала участь у боях. Росіяни намагалися прорвати українську лінію оборони та розвинути свій наступ на втрачене ними восени 2022 року місто Лиман. Одну з ділянок у Серебрянському лісництві утримував 2-й стрілецький батальйон імені Тараса Бобанича.

## Екологічні наслідки
У березні 2025 року речник 63-ї окремої механізованої бригади ЗСУ Ростислав Ящишин розповів, що Серебрянській ліс називають по-різному — Ліс чудес або Чорний ліс: «Чорний ліс, тому що він настільки вже випалений, що там, здається, немає жодного вцілілого дерева. А колись цей ліс був головними „легенями Донбасу“». Він сказав, що диких звірів там залишилося мало, але дрони все ще фіксують великих рідкісних птахів, косуль, лисиць, кабанів і зайців. Він додав, що видно, що ці тварини контужені: «Таке враження, що вони не дуже розуміють, що відбувається, а буває, що тварина зовсім втрачає якийсь страх перед людьми, і можуть ходити від одного бліндажа до іншого».